# 586. grenadirski polk (Wehrmacht)
586. grenadirski polk (izvirno nemško 586. Grenadier-Regiment; kratica 586. GR) je bil pehotni polk Heera v času druge svetovne vojne.

## Zgodovina
Polk je bil ustanovljen 15. oktobra 1942 s preimenovanjem 586. pehotnega polka; dodeljen je bil 320. pehotni diviziji. Avgusta 1944 je bil polk uničen. 
Ponovno je bil ustanovljen 27. oktobra 1944 kot 2. polk Senčne divizije Möckern.